# Tony Lip
Frank Anthony Vallelonga, Sr. (Beaver Falls, 30 de julio de 1930 - Teaneck, 4 de enero de 2013), más conocido como Tony Lip, fue un actor estadounidense, reconocido por su papel como el jefe mafioso Carmine Lupertazzi en la serie televisiva Los Soprano. Interpretó al delincuente Philip Giaccone en Donnie Brasco y al delincuente Francesco Manzo en Goodfellas.
Recientemente, es también recordado por su historia como el chofér y guardaespaldas del pianista Don Shirley, mismo que se retrata en la película Green Book.
Hizo su debut con un pequeño papel en la película El padrino, de Francis Ford Coppola, a quien había conocido en el club nocturno Copacabana, donde era gerente general.
En 2005 coescribió el libro Shut Up and Eat!.

## Biografía
Nació en Beaver Falls (Pensilvania), pero sus padres ―Nicholas y Nazarena, de origen calabrés― se mudaron pocas semanas después a la calle 215.ª en el barrio neoyorquino del Bronx, muy cerca de la casa de John Gotti. En 1938 se ganó el apodo Lip (‘labio’) por tener mucho poder de persuasión.
Entre 1951 y 1953 estuvo en el ejército de Estados Unidos, que lo envió a Alemania. A partir de 1961 trabajó en el Copacabana como maître y supervisor. Allí se encontró con gente famosa como Frank Sinatra, Tony Bennett, Bobby Darin, Sammy Davis Jr., Nat King Cole y Dean Martin.
Fue contratado por Don Shirley como su chofer y guardaespaldas, historia que fue adaptada en la película de 2018 Green Book. De acuerdo al relato de la película, a pesar de fricciones iniciales debido a sus personalidades diferentes, los dos se volvieron buenos amigos.
Residió en Paramus (Nueva Jersey) con su esposa Dolores, que falleció en 1999.
Falleció el 4 de enero de 2013 en un hospital en Teaneck (Nueva Jersey) a los 82 años. Le sobreviven su hijo Nick Vallelonga, su hermano Rudy Vallelonga y un nieto.

## Filmografía

### Cine
- 1972: The Godfather, como invitado a un casamiento
- 1975: Tarde de perros, como policía en el aeropuerto
- 1980: Raging Bull, como dueño de un club nocturno
- 1984: The Pope of Greenwich Village, como Frankie
- 1985: Year of the Dragon, como Lenny Carranza
- 1987: Heart, como Max
- 1988: Last Rites, como Cabbie
- 1989: Lock Up, como guardián
- 1990: Goodfellas, como Frankie The Wop
- 1991: 29th Street, como Nicky Bad Lungs
- 1992: Innocent Blood, como Frank
- 1993: Who's the Man?, como Vito Pasquale
- 1994: A Brilliant Disguise, como Pete
- 1997: Donnie Brasco, como Philly Lucky
- 1998: A Brooklyn State of Mind, como barman
- 2005: The Signs of the Cross, como Mario
- 2006: All In, como Darkman
- 2008: Stiletto, como Gus

### Televisión
- 1977: The Godfather: A Novel for Television, como invitado a un casamiento
- 1992-1996: Law & Order, como Bobby Murrows
- 2001-2007: The Sopranos, como Carmine Lupertazzi